# Yves Sarault
Yves Victor Sarault (* 23. Dezember 1972 in Salaberry-de-Valleyfield, Québec) ist ein ehemaliger kanadischer Eishockeyspieler und derzeitiger -trainer, der im Verlauf seiner aktiven Karriere zwischen 1989 und 2013 unter anderem 111 Spiele für die Canadiens de Montréal, Calgary Flames, Colorado Avalanche, Ottawa Senators und Atlanta Thrashers in der National Hockey League (NHL) auf der Position des linken Flügelstürmers bestritten hat. Darüber hinaus absolvierte Sarault über 220 Partien in der Schweizer Nationalliga A (NLA), wo er in Jahren 2004 mit dem SC Bern und 2007 mit dem HC Davos die Schweizer Meisterschaft gewann.

## Karriere

### Spielerkarriere
Yves Sarault wurde während des NHL Entry Draft 1991 in der dritten Runde als insgesamt 61. Spieler von den Canadiens de Montréal ausgewählt. Seine Karriere als Eishockeyspieler begann er zuvor in der kanadischen Juniorenliga Ligue de hockey junior majeur du Québec (LHJMQ), in der er von 1989 bis 1992 für die Tigres de Victoriaville, die Lynx de Saint-Jean und die Draveurs de Trois-Rivières aktiv war. Zu Beginn der Saison 1992/93 absolvierte der Flügelstürmer zwei Spiele für die Wheeling Thunderbirds aus der East Coast Hockey League (ECHL) und wurde anschließend in den Kader des Montréal-Farmteams Fredericton Canadiens aufgenommen. Für die Canadiens spielte der Angreifer insgesamt drei Jahre lang in der American Hockey League (AHL). Sein Debüt in der National Hockey League (NHL) gab Sarault in der Saison 1994/95, als er achtmal für die Canadiens de Montréal spielte.
Am 26. November 1995 wurde der Linksschütze zusammen mit Craig Ferguson im Tausch gegen ein Achtrunden-Wahlrecht für den NHL Entry Draft 1997 an die Calgary Flames abgegeben. Nach nur einer Saison unterschrieb der Kanadier einen Vertrag als Free Agent bei der Colorado Avalanche. In den beiden Spielzeiten, die er für Colorado auflief, spielte Sarault allerdings erneut hauptsächlich für deren damaliges AHL-Farmteam, die Hershey Bears. Daraufhin unterzeichnete der Angreifer am 20. Juli 2000 als Free Agent bei den Atlanta Thrashers. In der Saison 2001/02 stand der Kanadier schließlich bei den Nashville Predators unter Vertrag, jedoch absolvierte er nur ein NHL-Spiel für das Team und verbrachte den Rest der Saison in der American Hockey League bei den Milwaukee Admirals und den Philadelphia Phantoms.
Nachdem er die Saison 2002/03 bei den Springfield Falcons aus der AHL und den Prolab de Thetford Mines aus der Ligue de hockey semi-professionnelle du Québec (LHSPQ) begonnen hatte, unterschrieb Sarault am 19. Januar 2003 einen Vertrag beim SC Bern aus der Schweizer Nationalliga A (NLA). In seiner zweiten Spielzeit in der Schweiz gewann der Kanadier mit seiner Mannschaft die Schweizer Meisterschaft. Für die Saison 2005/06 wechselte der Flügelspieler zu Berns Ligarivalen Genève-Servette HC. Es folgten zwei weitere Einjahresverträge beim HC Davos, mit denen er 2007 seinen zweiten Meistertitel in der Schweiz gewann, und beim EHC Basel. In der Spielzeit 2008/09 stand Sarault beim ERC Ingolstadt aus der Deutschen Eishockey Liga (DEL) unter Vertrag. Danach war er zunächst vereinslos, bevor er im Dezember 2009 von den Vienna Capitals verpflichtet wurde. Im Oktober 2010 kehrte Sarault nach Nordamerika zurück und unterschrieb einen Kontrakt bei den 3L de Rivière-du-Loup in der Ligue Nord-Américaine de Hockey (LNAH). Während der Spielzeit 2011/12 betreute der Kanadier als Cheftrainer außerdem ein unterklassiges Eishockeyteam der Ontario East Minor Midget Hockey League. Zur Saison 2012/13 wurde er vom umgesiedelten LNAH-Team Cornwall River Kings verpflichtet, ehe er 2013 seine Karriere beendete.

### Trainerkarriere
Nach seinem Karriereende wurde Sarault ab dem Sommer 2014 als Assistenz- und Jugendtrainer beim Lausanne HC tätig. Nach der Entlassung von Dan Ratushny im Oktober 2017 übernahm er zunächst übergangsweise das Amt des Cheftrainers des LHC. Anfang November 2017 wurde er bis zum Ende der Saison 2017/18 auf diesem Posten bestätigt. Allerdings wurde er vorzeitig wieder abgelöst. Am 8. Februar 2018 musste Sarault den Cheftrainerposten räumen, nachdem es in den fünf vorangegangenen Spielen jeweils Niederlagen gegeben hatte und der LHC auf dem drittletzten Tabellenrang in der National League stand. Im Verlauf der Saison 2020/21 übernahm er den Cheftrainerposten beim EHC Visp, den er bis zum Saisonende ausfüllte. Im Januar 2022 wurde er Cheftrainer bei den SCL Tigers, nachdem Jason O’Leary entlassen worden war.
Zur Saison 2022/23 übernahm er den Cheftrainerposten beim HC Sierre aus der zweitklassigen Swiss League. Dort trat er im Januar 2024 per sofort zurück, Nachfolger wurde sein Landsmann Mario Pouliot. Zur Saison 2024/25 wurde er zum Assistenztrainer bei Fribourg-Gottéron ernannt. Dort arbeitete er ein Jahr.

## Erfolge und Auszeichnungen
| - 1992 LHJMQ Second All-Star Team - 2001 Turner-Cup-Gewinn mit den Orlando Solar Bears - 2003 Spengler-Cup-Gewinn mit dem Team Canada | - 2004 Schweizer Meister mit dem SC Bern - 2007 Schweizer Meister mit dem HC Davos - 2007 Spengler-Cup-Gewinn mit dem Team Canada |

## Karrierestatistik
(Legende zur Spielerstatistik: Sp oder GP = absolvierte Spiele; T oder G = erzielte Tore; V oder A = erzielte Assists; Pkt oder Pts = erzielte Scorerpunkte; SM oder PIM = erhaltene Strafminuten; +/− = Plus/Minus-Bilanz; PP = erzielte Überzahltore; SH = erzielte Unterzahltore; GW = erzielte Siegtore; 1 Play-downs/Relegation; Kursiv: Statistik nicht vollständig)